# Çamlıbel (Pozantı)
Çamlıbel ist ein Ortsteil (Mahalle) im Landkreis Pozantı der türkischen Provinz Adana mit 120 Einwohnern (Stand: Ende 2024). Im Jahr 2011 hatte der Ort 121 Einwohner.
Die Ortschaft wurde umbenannt. Sie hieß früher Karakuz.